# Trichordestra beanii
Trichordestra beanii là một loài bướm đêm trong họ Noctuidae.